# Holger Schmidt (Journalist, 1966)
Holger Schmidt (* 25. September 1966) ist ein deutscher Wirtschaftsjournalist.

## Leben
Schmidt ist im Westerwald aufgewachsen. Als Abiturient war er bei der „Rhein-Zeitung“ tätig. Ab 1987 studierte Schmidt Volkswirtschaftslehre. Nach seinem Abschluss wurde er Mitarbeiter am Lehrstuhl für Entwicklungsländerforschung der Universität Gießen, wo er über Umweltökonomie forschte und 1997 promoviert wurde mit einer Dissertation über die internationalen Verteilungswirkungen des Klimaschutzes.
Anschließend arbeitete Schmidt als Wirtschaftsredakteur für die FAZ, wo er bis Ende 2011 die Themen Internet, Umwelt, Energie und Videospiele sowie die wöchentlich erscheinende Sonderseite „Netzwirtschaft“ betreute und die Zusammenarbeit zwischen Zeitung und Internetredaktion im Online-Auftritt der FAZ koordinierte.
Sein Blog „Netzökonomie“ wurde 2011 von den Goldenen Bloggern als bestes Wirtschaftsblog ausgezeichnet.
2012 wechselte er zum Focus. Seit 2017 folgte sein Wechsel zum Handelsblatt als Kolumnist für digitale Ökonomie.
Seit Februar 2023 ist er Redakteur bei der FAZ. Seinen Blog „Netzökonomie“ übernahm im September 2023 die FAZ, wo Schmidt seither als Redaktionsleiter „Newsletter & Verticals“ arbeitet.